# Flat Earth Society (együttes)
A Flat Earth Society belga jazz együttes (big band).

## Története
Megalakulásuk pontos dátuma ismeretlen: az Allmusic szerint 1997-ben alakultak, más forrás szerint 1998-ban alakult meg a zenekar, míg a hivatalos oldaluk szerint 1999 óta létezik az együttes. Peter Vermeersch alapította. Vermeersch a FES alapítása előtt az X-Legged Sally nevű együttesben zenélt. A Flat Earth Society-vel Vermeersch-nek az volt a célja, hogy mindenki számára élvezhető jazz zenét hozzanak létre. Így az együttes dolgozott fel dalokat a Godley & Creme-től, a Residentstől vagy Louis Armstrongtól is. 15 tag alkotja a zenekart. Zenéjük továbbá avantgárd, hiszen a jazz mellett számtalan stílus elemeit is vegyítik. A humor is jellemző rájuk, amint az dalcímeiken és nevükön is látszik (Lapos Föld Társasága). A Flat Earth Society eddig kétszer koncertezett Magyarországon: először 2013-ban, az A38 Hajón. Másodszor 2018-ban léptek fel hazánkban, a Budapest Music Centerben.

## Diszkográfia
- Bonk (2000)
- Minoes (2002)
- Trap (2002)
- The Armstrong Mutations (2003)
- Psychoscout (2006)
- Cheer Me, Perverts! (2009)
- 13 (2013)
- Terms of Endearment (2016)
- Boggamasta (2017) (David Bovée-val) [5]